# Mine de Xilinhot
La mine de Xilinhot est une mine à ciel ouvert de charbon située en Mongolie-Intérieure en Chine près de la ville de Xilinhot. Elle appartient à Shenhua.
Des manifestations ont eu lieu à Xilinhot en lien avec d'exploitations du mine, plus précisément après un incident entre des chauffeurs routiers transportant du charbon et des habitants.